# Osidryas chlorotribes
Osidryas chlorotribes is een vlinder uit de familie van de Copromorphidae. De wetenschappelijke naam van de soort is voor het eerst geldig gepubliceerd in 1939 door Meyrick.